# Djurumani
Carlos Germano, más conocido como Djurumani, es un cantante y músico de Cabo Verde. Su nombre deriva de la pronunciación de su apellido en Guinea, donde tiene lazos familiares. Djurumani nació en São Nicolau, pero ha vivido durante más de veinte años en Portugal, en común con muchos artistas de Cabo Verde, su producción musical ha sido influenciado por la experiencia del exilio que muchos de sus compatriotas tras soportar como consecuencia de la necesidad económica. Debido a la fuerza de la comunidad de Cabo Verde en Portugal, ha mantenido fuertes lazos culturales con las islas. Su música se caracteriza por la nostalgia y la añoranza de su tierra natal. Su versión de Galo Bedjo (Viejo Gallo), fue una canción clásica de coladeira B. Leza que ha llegado a un público más amplio gracias a su inclusión por medio de una compilación popular de música tradicional de Cabo Verde por Putumayo Presents.
- Datos: Q8561349